# Brain Salad Surgery
Brain Salad Surgery är det fjärde studioalbumet av den progressiva rockgruppen Emerson, Lake & Palmer, utgivet 19 november 1973. Texten på albumet är skriven av Greg Lake tillsammans med Peter Sinfield som även skrivit texter åt King Crimson. Albumet inleddes med "Jerusalem", en rocktolkning av William Blakes psalm med samma namn. Tolkningen bannlystes av BBC eftersom de ansåg den vara hädande. Albumet är dock centrerat kring det 30 minuter långa stycket "Karn Evil", uppdelad i 3 "faser", där framför allt Keith Emersons keyboardspel ges stort utrymme.

Den nya ELP-logotypen designad av H. R. Giger för albumet

Skivomslaget är målat av konstnären H.R. Giger. Omslaget är kanske gruppens mest distinkta och uppseendeväckande. Det föreställer en maskin som difust sammanfogas med ett mänskligt kranium. Genom en glugg i mitten av omslaget kan man se ett kvinnligt ansikte. På de första LP-utgåvorna öppnades omslaget som två portar, och på inneromslaget framträdde hela bilden av den kvinnliga figuren som visar sig ha någon form av "utomjordiskt" hår. På senare vinylutgåvor återfinns denna bild på baksidan, då man antagligen av ekonomiska skäl slutat tillverka originalutförandet av omslaget.

## Låtlista
1. "Jerusalem" (William Blake/Hubert Parry) - 2:44
2. "Toccata (An Adaptation of Alberto Ginastera's 1st Piano Concerto, 4th Movement)" (Emerson) - 7:23
3. "Still...You Turn Me On" (Lake) - 2:53
4. "Benny the Bouncer" (Emerson/Lake/Peter Sinfield) - 2:21
5. "Karn Evil 9"
  - "1st Impression - Part 1" (Emerson/Lake/Sinfield) - 8:44
  - "1st Impression - Part 2" (Emerson/Lake) - 4:47
  - "2nd Impression" (Emerson/Lake) - 7:07
  - "3rd Impression" (Emerson/Lake) - 9:03

Total speltid: 45:04

## Medverkande
- Keith Emerson - orgel, piano, cembalo, dragspel, Moog synthesizer, sång på "Karn Evil 9 - 1st Impression - Part 1"
- Greg Lake - sång, elbas, elektrisk och akustisk gitarr
- Carl Palmer - trummor, slagverk och slagverkssynthesizer

## Listplaceringar
| Lista (1973-1974) | Position            |
| ----------------- | ------------------- |
| Australien        | 15 (Go Set)         |
| Danmark           | 12 (DR "Top 20")    |
| Finland           | 26                  |
| Kanada            | 10 (RPM)            |
| Norge             | 5 (VG-lista)        |
| Storbritannien    | 2 (UK Albums Chart) |
| Sverige           | 20 (Kvällstoppen)   |
| USA               | 11 (Billboard 200)  |
| Västtyskland      | 18                  |
| Österrike         | 5                   |